# مدار ۴۴ درجه شمالی
مدار ۴۴ درجه شمالی، دایره‌ای از عرض جغرافیایی است که در ۴۴ درجهٔ شمالی خط استوا  قرار دارد.

## گذر از مناطق
از نصف‌النهار مبدأ شروع می‌شود و به سمت مشرق ۴۴ درجه شمالی از موارد زیر گذر می‌کند:
| مختصات‌ها                                             | کشور، قلمرو یا دریا | توضیحات |
| ---------------------------------------------------- | ------------------- | --- |
| ۴۴°۰′ شمالی ۰°۰′ شرقی / ۴۴٫۰۰۰°شمالی ۰٫۰۰۰°شرقی      | فرانسه              | |
| ۴۴°۰′ شمالی ۷°۳۹′ شرقی / ۴۴٫۰۰۰°شمالی ۷٫۶۵۰°شرقی     | ایتالیا             | |
| ۴۴°۰′ شمالی ۸°۱۰′ شرقی / ۴۴٫۰۰۰°شمالی ۸٫۱۶۷°شرقی     | مدیترانه            | Gulf of Genoa |
| ۴۴°۰′ شمالی ۱۰°۶′ شرقی / ۴۴٫۰۰۰°شمالی ۱۰٫۱۰۰°شرقی    | ایتالیا             | گذرکردن از شمال سان مارینو |
| ۴۴°۰′ شمالی ۱۲°۴۰′ شرقی / ۴۴٫۰۰۰°شمالی ۱۲٫۶۶۷°شرقی   | دریای آدریاتیک      | |
| ۴۴°۰′ شمالی ۱۵°۲′ شرقی / ۴۴٫۰۰۰°شمالی ۱۵٫۰۳۳°شرقی    | کرواسی              | جزیرهٔ Dugi Otok, Pašman, and the mainland |
| ۴۴°۰′ شمالی ۱۶°۳۲′ شرقی / ۴۴٫۰۰۰°شمالی ۱۶٫۵۳۳°شرقی   | بوسنی و هرزگوین     | |
| ۴۴°۰′ شمالی ۱۹°۱۴′ شرقی / ۴۴٫۰۰۰°شمالی ۱۹٫۲۳۳°شرقی   | صربستان             | حدود 3 km |
| ۴۴°۰′ شمالی ۱۹°۱۶′ شرقی / ۴۴٫۰۰۰°شمالی ۱۹٫۲۶۷°شرقی   | بوسنی و هرزگوین     | |
| ۴۴°۰′ شمالی ۱۹°۳۴′ شرقی / ۴۴٫۰۰۰°شمالی ۱۹٫۵۶۷°شرقی   | صربستان             | |
| ۴۴°۰′ شمالی ۲۲°۲۵′ شرقی / ۴۴٫۰۰۰°شمالی ۲۲٫۴۱۷°شرقی   | بلغارستان           | |
| ۴۴°۰′ شمالی ۲۲°۵۵′ شرقی / ۴۴٫۰۰۰°شمالی ۲۲٫۹۱۷°شرقی   | رومانی              | |
| ۴۴°۰′ شمالی ۲۶°۱۳′ شرقی / ۴۴٫۰۰۰°شمالی ۲۶٫۲۱۷°شرقی   | بلغارستان           | |
| ۴۴°۰′ شمالی ۲۷°۴۱′ شرقی / ۴۴٫۰۰۰°شمالی ۲۷٫۶۸۳°شرقی   | رومانی              | حدود 15 km |
| ۴۴°۰′ شمالی ۲۷°۵۳′ شرقی / ۴۴٫۰۰۰°شمالی ۲۷٫۸۸۳°شرقی   | بلغارستان           | حدود 4 km |
| ۴۴°۰′ شمالی ۲۷°۵۶′ شرقی / ۴۴٫۰۰۰°شمالی ۲۷٫۹۳۳°شرقی   | رومانی              | |
| ۴۴°۰′ شمالی ۲۸°۴۰′ شرقی / ۴۴٫۰۰۰°شمالی ۲۸٫۶۶۷°شرقی   | دریای سیاه          | |
| ۴۴°۰′ شمالی ۳۹°۱۱′ شرقی / ۴۴٫۰۰۰°شمالی ۳۹٫۱۸۳°شرقی   | روسیه               | |
| ۴۴°۰′ شمالی ۴۷°۲۳′ شرقی / ۴۴٫۰۰۰°شمالی ۴۷٫۳۸۳°شرقی   | دریای خزر           | گذرکردن از شمال چچن (جزیره), روسیه |
| ۴۴°۰′ شمالی ۵۰°۵۵′ شرقی / ۴۴٫۰۰۰°شمالی ۵۰٫۹۱۷°شرقی   | قزاقستان            | |
| ۴۴°۰′ شمالی ۵۶°۰′ شرقی / ۴۴٫۰۰۰°شمالی ۵۶٫۰۰۰°شرقی    | ازبکستان            | |
| ۴۴°۰′ شمالی ۶۱°۲۶′ شرقی / ۴۴٫۰۰۰°شمالی ۶۱٫۴۳۳°شرقی   | قزاقستان            | |
| ۴۴°۰′ شمالی ۸۰°۲۷′ شرقی / ۴۴٫۰۰۰°شمالی ۸۰٫۴۵۰°شرقی   | چین                 | سین‌کیانگ — passing about 22 km north of اورومچی |
| ۴۴°۰′ شمالی ۹۵°۳۰′ شرقی / ۴۴٫۰۰۰°شمالی ۹۵٫۵۰۰°شرقی   | مغولستان            | |
| ۴۴°۰′ شمالی ۱۱۱°۵۰′ شرقی / ۴۴٫۰۰۰°شمالی ۱۱۱٫۸۳۳°شرقی | چین                 | مغولستان داخلی جی‌لین — گذرکردن از شمال چانگچون هیلونگ‌جیانگ Jilin - حدود 2 km Heilongjiang - for <1 km Jilin - حدود 10 km Heilongjiang Jilin - حدود 5 km Heilongjiang |
| ۴۴°۰′ شمالی ۱۳۱°۱۵′ شرقی / ۴۴٫۰۰۰°شمالی ۱۳۱٫۲۵۰°شرقی | روسیه               | |
| ۴۴°۰′ شمالی ۱۳۵°۳۲′ شرقی / ۴۴٫۰۰۰°شمالی ۱۳۵٫۵۳۳°شرقی | دریای ژاپن          | |
| ۴۴°۰′ شمالی ۱۴۱°۳۹′ شرقی / ۴۴٫۰۰۰°شمالی ۱۴۱٫۶۵۰°شرقی | ژاپن                | جزیرهٔ هوکایدو: — Hokkaidō Prefecture |
| ۴۴°۰′ شمالی ۱۴۴°۱۷′ شرقی / ۴۴٫۰۰۰°شمالی ۱۴۴٫۲۸۳°شرقی | دریای اختسک         | |
| ۴۴°۰′ شمالی ۱۴۴°۵۴′ شرقی / ۴۴٫۰۰۰°شمالی ۱۴۴٫۹۰۰°شرقی | ژاپن                | جزیرهٔ هوکایدو: — Hokkaidō Prefecture - Shiretoko Peninsula |
| ۴۴°۰′ شمالی ۱۴۵°۱۰′ شرقی / ۴۴٫۰۰۰°شمالی ۱۴۵٫۱۶۷°شرقی | Nemuro Strait       | |
| ۴۴°۰′ شمالی ۱۴۵°۳۹′ شرقی / ۴۴٫۰۰۰°شمالی ۱۴۵٫۶۵۰°شرقی | جزایر کوریل         | Kunashir Island, تحت کنترل روسیه but ادعا شده توسط ژاپن |
| ۴۴°۰′ شمالی ۱۴۵°۴۸′ شرقی / ۴۴٫۰۰۰°شمالی ۱۴۵٫۸۰۰°شرقی | اقیانوس آرام        | گذرکردن از شمال جزیرهٔ Shikotan, تحت کنترل روسیه, ادعا شده توسط ژاپن                                                                                                  |
| ۴۴°۰′ شمالی ۱۲۴°۸′ غربی / ۴۴٫۰۰۰°شمالی ۱۲۴٫۱۳۳°غربی  | ایالات متحده آمریکا | اورگن آیداهو وایومینگ داکوتای جنوبی مینه‌سوتا ویسکانسین |
| ۴۴°۰′ شمالی ۸۷°۴۱′ غربی / ۴۴٫۰۰۰°شمالی ۸۷٫۶۸۳°غربی   | دریاچه میشیگان      | |
| ۴۴°۰′ شمالی ۸۶°۲۸′ غربی / ۴۴٫۰۰۰°شمالی ۸۶٫۴۶۷°غربی   | ایالات متحده آمریکا | میشیگان |
| ۴۴°۰′ شمالی ۸۲°۴۵′ غربی / ۴۴٫۰۰۰°شمالی ۸۲٫۷۵۰°غربی   | دریاچه هورون        | |
| ۴۴°۰′ شمالی ۸۱°۴۴′ غربی / ۴۴٫۰۰۰°شمالی ۸۱٫۷۳۳°غربی   | کانادا              | انتاریو |
| ۴۴°۰′ شمالی ۷۷°۰′ غربی / ۴۴٫۰۰۰°شمالی ۷۷٫۰۰۰°غربی    | دریاچه انتاریو      | |
| ۴۴°۰′ شمالی ۷۶°۱۶′ غربی / ۴۴٫۰۰۰°شمالی ۷۶٫۲۶۷°غربی   | ایالات متحده آمریکا | نیویورک ورمانت نیوهمپشایر مین |
| ۴۴°۰′ شمالی ۶۹°۸′ غربی / ۴۴٫۰۰۰°شمالی ۶۹٫۱۳۳°غربی    | اقیانوس اطلس        | Gulf of Maine - گذرکردن از جنوب Vinalhaven Island و Isle au Haut, Maine, ایالات متحده آمریکا                                                                         |
| ۴۴°۰′ شمالی ۶۶°۹′ غربی / ۴۴٫۰۰۰°شمالی ۶۶٫۱۵۰°غربی    | کانادا              | نوا اسکوشیا |
| ۴۴°۰′ شمالی ۶۴°۴۰′ غربی / ۴۴٫۰۰۰°شمالی ۶۴٫۶۶۷°غربی   | اقیانوس اطلس        | |
| ۴۴°۰′ شمالی ۵۹°۴۶′ غربی / ۴۴٫۰۰۰°شمالی ۵۹٫۷۶۷°غربی   | کانادا              | Nova Scotia - Sable Island |
| ۴۴°۰′ شمالی ۵۹°۴۵′ غربی / ۴۴٫۰۰۰°شمالی ۵۹٫۷۵۰°غربی   | اقیانوس اطلس        | |
| ۴۴°۰′ شمالی ۱°۲۱′ غربی / ۴۴٫۰۰۰°شمالی ۱٫۳۵۰°غربی     | فرانسه              | |